# Alejo Vidal-Quadras
Alejo Vidal-Quadras Roca, né le 20 mai 1945 à Barcelone, est un homme politique et physicien espagnol. Membre du Parti populaire (PP), il est député européen de 1999 à 2014 et vice-président du Parlement européen de juillet 2009 à mai 2014.
En janvier 2014, il rejoint le parti d'extrême droite Vox dont il est élu président, mais le quitte en février 2015 après un revers aux élections européennes.
Le 9 novembre 2023, il est victime d'une tentative d'assassinat près de son domicile de Madrid.

## Biographie

### En tant que physicien
Physicien de formation, Alejo Vidal-Quadras est issu de la haute bourgeoisie espagnole.
En 1983, il avait reçu pour ses travaux le premier prix  de la Junta de Energía Nuclear (Office de l'Énergie Nucléaire, renommé aujourd'hui CIEMAT).
En 1988, il a été nommé professeur en chaire de physique nucléaire à l'Université Autonome de Barcelone (UAB), où il avait passé son doctorat en 1975. Il est membre du Conseil de suivi sur la sécurité nucléaire et la protection radiologique de Catalogne et directeur du Service de physique des radiations de l'UAB, de 1984 à 1992.
Il a aussi été chargé d'enseignement et de recherche au Centre de recherches nucléaires de l'Université de Strasbourg, au Collège universitaire de Dublin, et au Collège La Inmaculada de los Maristas de Barcelone.

### Carrière politique
Il est président du Parti populaire catalan de 1991 à 1996, conseiller municipal de Barcelone de 1987 à 1991, député au Parlement catalan de 1988 à 1996, sénateur de 1996 à 1999, et député au Parlement européen de 1999 à 2014. Il a notamment été vice-président du Parlement européen de 2009 à 2014.
Le 27 janvier 2014, il annonce sa démission du Parti populaire, après 30 ans d'adhésion, et son entrée dans un nouveau parti, Vox, dont il est cofondateur. Il en est élu président au mois de mars 2014. Après son échec retentissant avec Vox (dont il était tête de liste) aux élections européennes de mai 2014, et après avoir été mis en minorité dans sa proposition de rapprochement de Vox avec les partis sociaux-libéraux de centre droit : Union progrès et démocratie (UPyD) et Ciudadanos (C's), il démissionne de son mandat et renonce à se représenter à la présidence de Vox.
Il est « poussé » hors de Vox dès le mois d'août 2014 par son nouveau leader Santiago Abascal, qui positionne désormais ce parti à l'extrême droite. Vidal-Quadras finit par en démissionner totalement en février 2015.

### Tentative d'assassinat
Le 9 novembre 2023, à 13 h 30, il est victime d'une tentative d'assassinat en pleine rue près de chez lui à Madrid, rue Núñez de Balboa, dans l'arrondissement de Salamanca. Grièvement blessé après avoir reçu une balle au visage, il est transporté à l'hôpital. La balle lui a en fait cassé la mâchoire. Mais il reste conscient et dans un état stable, son pronostic vital n'est pas engagé. Après les faits, l'agresseur s'enfuit à bord d'une motocyclette conduite par une autre personne.
Quelques heures plus tard, la police retrouve la moto calcinée à la périphérie de la ville de Fuenlabrada (communauté de Madrid), et confirme l'hypothèse d'un attentat perpétré par des tueurs à gages. Ces tueurs à gages, comme Alejo l'a souligné, pourraient avoir des liens avec le gouvernement iranien et/ou le Conseil national de la résistance iranienne, groupe d'opposition avec lequel Vidal-Quadras avait été en relation pour le financement de Vox,,.
Le 24 novembre, un suspect est détenu pour « tentative d’assassinat terroriste » contre Alejo Vidal-Quadras. Deux autres suspects sont placés en liberté conditionnelle. Le principal suspect accusé d'avoir tiré sur l'homme politique est toujours recherché par la police. 
En juin 2024, un tueur à gages français est arrêté aux Pays-Bas pour tentative d’assassinat sur un ex-élu. Ce suspect, français d’origine tunisienne, a plusieurs antécédents judiciaires en France. Selon des médias espagnols, celui-ci serait lié à la « Mocro Maffia », organisation criminelle d’origine marocaine établie aux Pays-Bas.

## Positions
Alejo Vidal-Quadras se définit comme libéral-conservateur. Il est opposé au droit à l'avortement et à la reconnaissance du mariage homosexuel.

### Opposition au nationalisme catalan
D'autre part, ses partisans le considéraient comme le seul homme politique catalan capable d'affronter les excès du nationalisme catalan, au moment de la plus grande montée du Parti populaire en Catalogne, jusqu'à sa défenestration pour « nécessités » du gouvernement en 1996.
Son rejet des politiques d'immersion linguistique en catalan plutôt qu'en espagnol l'a amené à faire des déclarations telles que celle dans laquelle, en 1995, il assimilait explicitement la politique linguistique de la Generalitat de Catalogne avec celle du gouvernement sud-africain à l'époque de l'apartheid.
Il a reçu le soutien de personnalités telles que Mario Vargas Llosa et d'autres comme Rosa Regás pour sa position contre le nationalisme.

### Stratégie politique
Lors du congrès du Parti populaire à Valence en juin 2008, Vidal-Quadras, avec Santiago Abascal et d'autres, a présenté un amendement à la ligne politique que devait développer son parti par rapport aux partis nationalistes périphériques. Cet amendement a été approuvé par la direction et reflète la « nécessité d'une réforme constitutionnelle qui renforce l'État et cohésion de la Nation, ainsi qu'une nouvelle stratégie de pactes en vertu desquels le PP recherchera préférentiellement la stabilité parlementaire tant au niveau national qu'autonome. Niveau national à travers des accords avec le PSOE et non avec les nationalistes », déclarant même en 2009 que la seule manière de préserver l'unité nationale passe par l'élimination des nationalités de la Constitution.
En novembre 2007, il a qualifié Blas Infante (le père du nationalisme andalou) de crétin fini et Sabino Arana (figure historique du nationalisme basque) de psychopathe, faits pour lesquels il s'est excusé publiquement et qui ont été rejetés par le Parti populaire, dont il était alors membre.
En janvier 2014, il prend ses distances avec le Parti populaire et rejoint le parti d'extrême droite Vox : il est élu président du parti et tête de liste pour les élections au Parlement européen de mai 2014,,.
Après son échec à ces élections (Vox n'obtient aucun siège, et Vidal-Quadras n'est pas réélu député européen cette fois,,), il renonce à la présidence de Vox et s'éloigne délibérément de la « ligne dure » du parti le 28 août 2014.
À l'occasion de ce discours, il estime que Vox n'a ni la nécessaire unité de doctrine, ni une cohésion interne suffisante, et qu'il serait indispensable de clarifier ses différences idéologiques fondamentales avec les autres forces politiques. Il se déclare favorable à une possible alliance entre les partis Union progrès et démocratie (UPyD) et Ciudadanos (C's), et annonce qu'il pourrait rejoindre une telle coalition sociale-libérale de centre droit. Il considère néanmoins qu'il serait prématuré de discuter d'une éventuelle dissolution du parti Vox.
Après avoir abandonné toute participation aux activités internes du parti et avoir été désavoué pour avoir plaidé en faveur du rapprochement de Vox avec UPyD et Ciudadanos, il annonce sa démission du parti en février 2015. À partir de là, la ligne politique de Vox, sous la présidence de Santiago Abascal, s'orientera beaucoup plus franchement à l'extrême droite.

## Autres activités et liens internationaux
En marge de ses publications scientifiques lors de ses activités d'enseignant et de chercheur, il a régulièrement (et pendant des années) publié des articles dans les journaux La Razón, La Gaceta et la revue Época, ainsi que plusieurs livres sur des thèmes politiques.
Il est connu aussi pour avoir été un des fondateurs et des principaux animateurs de la plateforme Convivencia Cívica de Cataluña (« Convivialité  et Civisme en Catalogne », « Vivre-ensemble et Citoyenneté en Catalogne », ou encore : « Coexistence Civique de Catalogne »), qu'il a présidé jusqu'en 2001.
Il fait partie depuis le 22 mars 2006 du Comité de parrainage d'honneur de la Fondation pour la défense de la Nation espagnole (Fundación para la DEfensa de la NAción ESpañola ou DENAES), dont l'objet est, depuis la société civile, la promotion et le développement de la conscience de l'Espagne en tant que Nation (à la différence de ce que l'on appelle ailleurs un « état plurinational »).
En avril 2008, il est promu au rang d'Officier de la Légion d'Honneur française pour ses travaux au Parlement européen sur les sujets liés au problème de l'énergie. 
Il est agent de liaison en Espagne de l'Organisation des moudjahiddines du peuple iranien (OMPI),, et obtient des fonds pour le financement d'une campagne électorale de Vox de la part de ce mouvement de gauche opposé au régime de la république islamique d'Iran, connu pour ses actes terroristes passés contre la République islamique et auparavant contre la monarchie Pahlavi, qui a été classé terroriste jusqu'en 2011 dans l'Union européenne,. Et ceci alors que, semble-t-il, la loi électorale interdit expressément le financement des partis par des fonds en provenance de l'étranger durant les campagnes électorales selon l'article « 128.2 ». Les relations de Vidal-Quadras avec les milieux iraniens pourraient être à l'origine de la tentative d'assassinat dont il a été victime le 9 novembre 2023 (voir ci-dessus : « Tentative d'assassinat »).
Il est membre du mouvement « Amis européens d’Israël », un groupe visant à défendre les intérêts d’Israël au sein de l'Union européenne.